# Hazza Al Mansouri
Hazza Al Mansouri, född 13 december 1983 i Al Wathba i Abu Dhabi, Förenade Arabemiraten, är en astronaut som den 25 september 2019 sköts upp med den ryska rymdfarkosten Sojuz MS-15, för en åtta dagar lång vistelse på den Internationella rymdstationen (ISS).